# Harsiesi II
Harsiesi II (ou Horsaïset II) est grand prêtre d'Amon, de manière intermittente avec Osorkon, fils de Takélot II et futur Osorkon III, à Thèbes à la fin du règne d'Osorkon II et pendant les règnes parallèles de Sheshonq III, Takélot II et Pétoubastis Ier.

## Attestations
Horsaïset II est attesté pour la première fois en tant que grand prêtre d'Amon à la fin du règne d'Osorkon II sur la statue du secrétaire royal Hor (CG 42225), statue qui porte également le cartouche de ce roi. Horsaïset II est également attesté sur une inscription nilométrique à Karnak (n°6) de l'an VI de Sheshonq III et sur la statue du vizir Nesqapashouty, à nouveau avec Sheshonq III. Il est également attesté sur une autre inscription, cette fois datée des règnes de Pétoubastis Ier et de Sheshonq III. Il est à nouveau attesté sur une autre inscription nilométrique (n°27) des XVIIIe et XIXe années de règne de Pétoubastis Ier.

## Identité
Kenneth Anderson Kitchen pensait, dans son ouvrage publié pour la première fois en 1972, que le grand prêtre d'Amon Horsaïset et le roi Horsaïset ne faisait qu'un et qu'il avait nommé son fils ...dou... à son poste de grand prêtre d'Amon lorsqu'il est devenu roi. Karl Jansen-Winkeln a par la suite démontré qu'il s'agissait de deux personnes distinctes, le roi Horsaïset Ier ayant vécu avant Horsaïset II.

## Généalogie
Il est peut-être le fils de ...dou... (dont le nom complet n'a pu être déchiffré), grand prêtre d'Amon sous le règne de son père Horsaïset Ier. Son successeur, Takélot, serait peut-être son fils.

## Biographie
Horsaïset II est grand prêtre d'Amon à Thèbes à la fin du règne d'Osorkon II, succédant à Takélot II qui se proclame roi en opposition à son grand-père. À la suite d'une révolte vers les années XI et XII de Takélot II, lors de laquelle Horsaïset II a déjà été remplacé par Osorkon (le futur roi Osorkon III), le fils de Takélot, Pétoubastis Ier se déclare roi en opposition à Takélot et soutient Horsaïset II dans la charge de grand prêtre contre Osorkon. Il s'ensuit alors plusieurs changements de rois régnant à Thèbes entre d'une part le camp Takélot-Osorkon et d'autre part le camp Pétoubastis-Horsaïset, avec Sheshonq III soutenant d'abord le camp de Pétoubastis puis changeant d'alliance pour soutenir Osorkon (Takélot II étant probablement décédé à ce moment-là). Toujours est-il que si Horsaïset II est encore vivant lors de la XIXe année de règne de Pétoubastis, c'est un certain Takélot qui le remplace aux côtés de Pétoubastis lors de sa XXIIIe année, Takélot qui gardera sa charge pendant le règne de Sheshonq IV, le successeur de Pétoubastis, jusqu'à ce qu'Osorkon vainc définitivement le camp adverse en l'an XXXIX du règne de Sheshonq III et se déclare peu après roi et laisse la charge de grand prêtre d'Amon à son propre fils, le futur Takélot III.